# Walford Davies
Sir Henry Walford Davies (ur. 6 września 1869 w Oswestry w hrabstwie Shropshire, zm. 11 marca 1941 w Wrington w hrabstwie Somerset) – angielski kompozytor i organista.

## Życiorys
Uczył się u Waltera Parratta, organisty kaplicy św. Jerzego w Windsorze. Od 1890 roku studiował w Royal College of Music w Londynie u Charlesa Villiersa Stanforda i Huberta Parry’ego. Od 1891 roku był organistą Christ Church w Hampstead, a od 1898 do 1918 roku Temple Church w Londynie. W latach 1895–1903 nauczał kontrapunktu w Royal College of Music. Od 1919 do 1926 roku był wykładowcą Uniwersytetu Walijskiego. W latach 1927–1932 pełnił funkcję organisty kaplicy św. Jerzego w Windsorze.
W 1917 roku został dyrektorem muzycznym Royal Air Force, skomponował marsz dla tej formacji. W 1922 roku otrzymał tytuł szlachecki. Od 1924 roku współpracował z BBC. Po śmierci Edwarda Elgara w 1934 roku otrzymał tytuł Master of the King’s Music. Odznaczony Orderem Imperium Brytyjskiego (1919). Rycerz Komandor Królewskiego Orderu Wiktoriańskiego (1937).

## Twórczość
Twórczość Daviesa, utrzymana na ogół w tradycyjnym stylu, przeznaczona była głównie na potrzeby licznych festiwali oratoryjno-kantatowych. Charakterystycznymi jej cechami jest kunsztowne użycie kontrapunktu i operowanie wielkimi masami dźwiękowymi. Walford Davies był jednym z pierwszych popularnych autorów audycji radiowych, podczas swojej współpracy z BBC prowadził liczne programy (m.in. cykl dla młodzieży 1924–1934 i Ordinary Listener 1926–1929), przyczyniając się do podniesienia angielskiej kultury muzycznej.
Skomponował m.in. Solemn Melody na organy i smyczki (1908), symfonię (1911), oratoria The Temple (1902) i Everyman (1904), dwie sonaty skrzypcowe, utwory organowe, muzykę sakralną, liczne pieśni.